# Dryopteris polita
Dryopteris polita är en träjonväxtart som beskrevs av Eduard Rosenstock. Dryopteris polita ingår i släktet Dryopteris och familjen Dryopteridaceae. Inga underarter finns listade.